# Нікола Баркер
Нікола Баркер (англ. Nicola Barker; нар. 30 березня 1966, Ілі, Англія, Велика Британія) — британська письменниця, романістка.

## Біографія
Нікола Баркер народилась 30 березня 1966 року у Ілі (Кембриджшир, Англія). До 14 років разом з батьками жила у Південній Африці. Зараз живе та працює в Лондоні. Закінчила Королівський коледж Кембриджу.
Свій творчий шлях розпочала у 1993 році зі збірки «Любіть своїх ворогів» (англ. Love Your Enemies).
Пізніше вона опублікувала ще дві збірки та 12 романів, які перекладені у багатьох країнах світу.
Як правило, письменниця пише про ексцентричних людей у повсякденних ситуаціях і має прихильність до похмурих та ізольованих ситуацій.
Твори «Широко відкритий» (англ. Wide Open) (1998) та «Заслінки» (англ. Behindlings) (2002) разом з «Даркманс» (англ. Darkmans) (2007) вони утворюють неофіційну трилогію.
У 2017 р. Нікола Баркер стала лауреатом Goldsmiths Prize за роман «Щ(а)стя» (англ. H(a)ppy)

## Нагороди та премії
- 1993 р. — PEN/Macmillan Silver Pen Award («Любіть своїх ворогів» (англ. Love Your Enemies)
- 1993 р. — David Higham Prize for Fiction («Любіть своїх ворогів» (англ. Love Your Enemies)
- 1996 р. — John Llewellyn Rhys prize («Рух у внутрішню» (англ. Heading Inland))
- 2000 р. — Міжнародна Дублінська літературна премія (англ. International Dublin Literary Award)
- 2004 р. — Букерівська премія (англ. Man Booker Prize) (роман «Ясна: прозорий роман» (англ. Clear: A Transparent Novel)
- 2007 р. — Букерівська премія (англ. Man Booker Prize) (роман «Даркманс» (англ. Darkmans))
- 2012 р. — Букерівська премія (англ. Man Booker Prize) (роман «Вигуки» (англ. The Yips))
- 2017 р. — Goldsmiths Prize (роман «Щ(а)стя» (англ. H(a)ppy))[8][9]

## Творчість

### Романи
- 1994 — «Зворотний прогноз» (англ. Reversed Forecast)
- 1995 — «Невеликі наділи» (англ. Small Holdings)
- 1998 — «Широко відкритий» (англ. Wide Open)
- 2000 — «Пять миль від зовнішньої надії» (англ. Five Miles from Outer Hope)
- 2002 — «Заслінки» (англ. Behindlings)
- 2004 — «Ясна: прозорий роман» (англ. Clear: A Transparent Novel)
- 2007 — «Даркманс» (англ. Darkmans)
- 2010 — «Крадіжка поштової скриньки Бурлі Хреста» (англ. Burley Cross Postbox Theft)[10]
- 2012 — «Вигуки» (англ. The Yips)
- 2014 — «У підходах» (англ. In the Approaches)
- 2016 — «Цвітна капуста» (англ. The Cauliflower)
- 2017 — «Щ(а)стя» (англ. H(a)ppy)
- 2019 — «Я суверен» (англ. I Am Sovereign)

### Збірка оповідань
- 1993 — «Любіть своїх ворогів» (англ. Love Your Enemies)
- 1996 — «Рух у внутрішню» (англ. Heading Inland)
- 2001 — «Трюк з трьома кнопками: вибрані історії» (англ. The Three Button Trick: Selected Stories)